# Rijsenhout
Rijsenhout est un village néerlandais situé dans la commune d'Haarlemmermeer, en province d'Hollande-Septentrionale.
Rijsenhout est situé dans l'est de la commune, le long du Ringvaart, entre Aalsmeerderbrug et Burgerveen. En face de Burgerveen, de l'autre côté du Ringvaart, se trouvent les lacs des Westeinderplassen. En 2002, le village comptait environ 4 200 habitants.
Jusqu'à la fin des années 1950, le village s'appelait Aalsmeerderbuurt-Zuid. Le village a alors été destiné à accueillir les habitants du village de Rijk, détruit et disparu sous les extensions de l'aéroport de Schiphol. À cette occasion, on a procédé au changement officiel du nom du village.[réf. souhaitée]
Il y a un bac sur le Ringvaart qui relie Rijsenhout à Aalsmeer.

## Source
- (nl) Cet article est partiellement ou en totalité issu de l’article de Wikipédia en néerlandais intitulé « Rijsenhout » (voir la liste des auteurs).